# توپوگرافی سطح اقیانوس

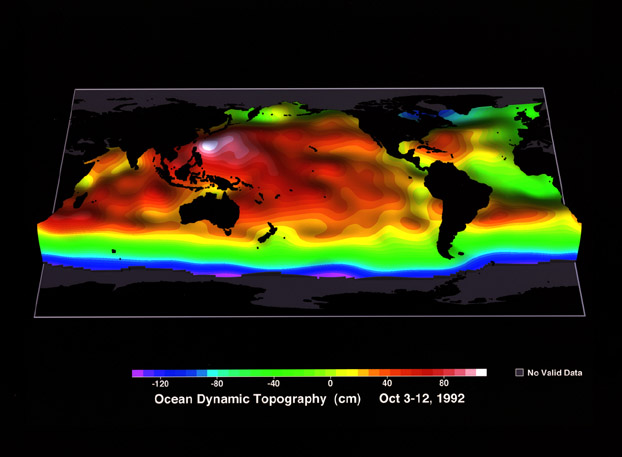
TOPEX/Poseidon نخستین مأموریت فضایی بود که به دانشمندان امکان تهیه نقشه توپوگرافی سطح اقیانوس با دقت کافی جهت مطالعه جریان‌های اقیانوسی بزرگ‌مقیاس در جهان را داد. گرچه این تصویر فقط بر پایه داده‌های ده‌روزه (۳ تا ۱۲ اکتبر ۱۹۹۲) تهیه شده است، با این حال بیشتر جریان‌های اقیانوسی که بر اساس مشاهده از کشتی‌ها طی ۱۰۰ سال شناسایی شده بودند را آشکار ساخته است.

توپوگرافی سطح اقیانوس (انگلیسی: Ocean surface topography) یا مکان‌نگاری پویا (dynamic topography) به مطالعه و بررسی متغیرهایی می‌پردازد که باعث تغییرات ارتفاعی سطح اقیانوس‌ها و دریاها می‌شود. همانند نمایش تپه‌ها و دره‌های سطح زمین در نقشه توپوگرافی، تغییرات سطح آب‌ها نیز در نقشه‌های توپوگرافی سطح اقیانوس با استفاده از اندازه‌گیری مستقیم (ماهواره‌ای) یا غیرمستقیم ارتفاع سطح دریا نسبت به زمین‌واره نمایش داده می‌شود. زمین‌واره سطحی محاسبه‌شده از انرژی پتانسیل گرانشی برابر است و شکل سطح دریاها و اقیانوس‌ها را در حالت ساکن و متعادل اقیانوس نشان می‌دهد. هدف اصلی اندازه‌گیری توپوگرافی سطح اقیانوس فهم چرخش‌ها و جریان‌های بزرگ‌مقیاس اقیانوسی است. تغییرات ارتفاعی سطح اقیانوس‌ها در این مقیاس‌ها حدود ۲ متر است و تحت تأثیر جریان‌های اقیانوسی، دما شوری آب، جزر و مد، امواج و فشار اتمسفری است.

## اندازه گیری
ارتفاع سطح دریا از طریق ماهواره‌های ارتفاع سنجی با استفاده از سطح بیضی‌وار مرجع محاسبه می‌شود. در این روش، فاصله ماهواره تا سطح هدف با اندازه گیری زمان رفت و برگشت یک پالس رادار و یا با استفاده از پالس لیزری ماهواره تعیین میکنند.